# Teodorico II da Frísia
Teodorico II da Frísia (entre 920 e 930 - 6 de maio de 988) foi conde da Frísia, território a oeste do Vlie, que separa as ilhas de Vlieland para o sudoeste, e Terschelling, a nordeste, Holanda.
Em 983 o Imperador Otão III, Sacro Imperador Romano-Germânico (Kessel, 23 de janeiro de 980 - Civita Castellana, 23 ou 24 de janeiro de 1002) confirmou seus direitos de propriedades e territórios nos municípios de Maasland, Kinhem (Kennemerland) e Texla (Texel), estendendo-se, assim, ao longo de toda a costa holandesa (assim como para o interior). 
O Conde Teodorico II construiu uma fortaleza perto de Vlaardingen, que mais tarde foi o local de uma batalha entre seu neto Teodorico III da Holanda e um exército imperial sob o comando de Godofredo II da Baixa Lorena, duque da Baixa Lorena.

## Relações familiares
Foi filho de Teodorico I da Frísia Ocidental (? - c. 880) e de Gerberge de Hamalant, de quem teve:
1. Egberto, chanceler imperial e arcebispo de Tréveris,
2. Herlinde
3. Arnulfo da Holanda casou com Luitegarda do Luxemburgo, filha de Sigifredo do Luxemburgo[3] (c. 922 – 28 de Outubro de 998), conde de Luxemburgo e de Edviges de Nordegávia